# 탄천휴게소

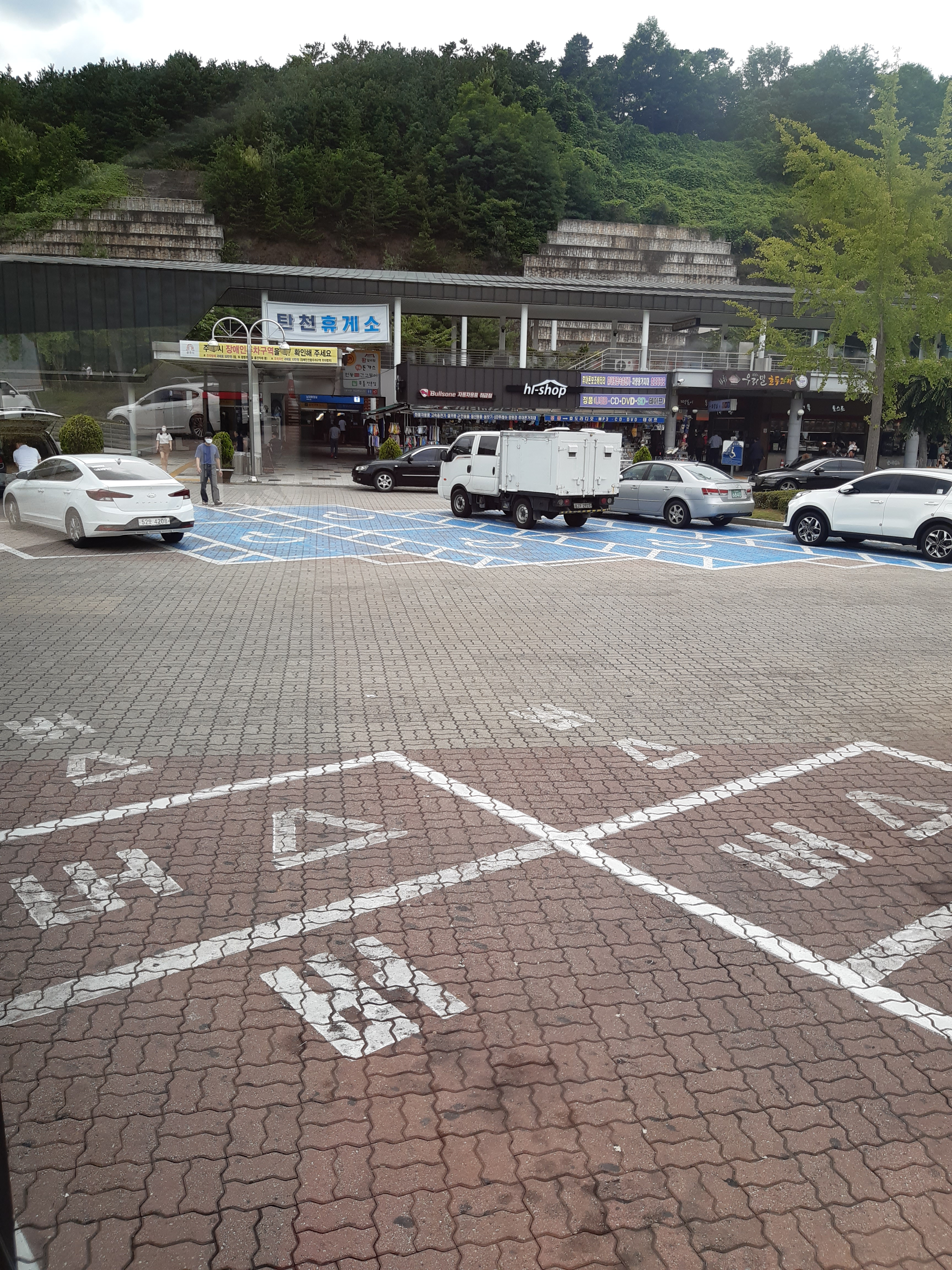
충청남도에 있는 탄천휴게소

탄천휴게소(灘川休憩所, Tancheon Service Area)는 충청남도 공주시 탄천면에 위치한 논산천안고속도로의 고속도로 휴게소이다. 논산 방향에만 휴게소가 존재한다. 고속버스 중 정안알밤휴게소에서 환승하지 않거나, 휴식이 불가능한 경우 이 곳에서 쉬어간다.

## 시설
- 주차장
- 화장실
- 주유소:S-OIL LPG:SK에너지
- 현금 자동 입출금기
- 매점

## 전후
- 탄천 나들목←탄천휴게소←남공주 나들목
- 고속도로 시점←탄천휴게소←정안알밤휴게소